# تیم وودوارد
تیم وودوارد (انگلیسی: Tim Woodward؛ زادهٔ ۲۴ آوریل ۱۹۵۳) بازیگر اهل بریتانیا است. وی از سال ۱۹۷۴ میلادی تاکنون مشغول فعالیت بوده‌است.
از فیلم‌ها یا برنامه‌های تلویزیونی که وی در آن نقش داشته‌است، می‌توان به خدمات شخصی، کی-۱۹: ویدومیکر، سالومه، گالیلئو، داستان‌های باورنکردنی، پادشاه داوود، داغ ننگ، آرکی‌او ۲۸۱، پرواز خشمگین، پوآرو، نابغه، تلفات، پیکی بلایندرز، رادیو اکتیو، فرزند مادری و تفنگدار دریایی ۶: یک چهارم پایانی اشاره کرد.